# Departamento de Yoro
Yoro es un departamento de Honduras. Su cabecera departamental es Yoro. El municipio más poblado es El Progreso y también el más productivo debido a su cercanía con el departamento de Cortés.

## Historia
Una vez declarado el Estado de Honduras y siendo su primer Jefe Supremo de Estado el licenciado Dionisio de Herrera, el territorio hondureño se dividió por primera vez, según la Constitución de 1825, por lo cual aparece reconocido y creado el departamento de Yoro.

## Curiosidades
Un hecho curioso que ocurre en el departamento de Yoro es la llamada lluvia de peces así como la cueva del tigre, que se ubica en el caserio de La Rosa, aldea de Ayapa.[cita requerida]

## Ubicación
El departamento de Yoro limita con 6 departamentos: Al norte con el departamento de Atlántida. Al sur limita con los departamentos de Comayagua y Francisco Morazán. Al este están ubicados: Olancho y Colón y al oeste limita únicamente con el departamento de Cortés. 
- Localizado en la región centro-norte del país. Este departamento tiene una superficie de 7,781 km² y se extiende entre los 14° 51' y 15° 43' de latitud norte y los 86° 14' y 87° 56' de longitud oeste.

## Clima
El clima del departamento varía según la zona, debido a las grandes elevaciones que hay entre las cadenas montañosas que atraviesan el departamento, siendo El Progreso la ciudad más cálida de este departamento, al margen oriental del Valle de Sula. En las partes más altas del municipio puede descender hasta los 9 °C, la ciudad de Yoro (cabecera de este departamento), Yorito, Arenal y Jocón (la más alta) por la altitud, pertenece al clima tropical de altura.

## División administrativa

### Municipios
1. Yoro
2. Arenal
3. El Negrito
4. El Progreso
5. Jocón
6. Morazán
7. Olanchito
8. Santa Rita
9. Sulaco
10. Victoria
11. Yorito

## Diputados
El departamento de Yoro tiene una representación de 9 diputados en el Congreso Nacional de Honduras.
| Diputado         | Partido                |
| ---------------- | ---------------------- |
| Felipe Ponce     | Libertad y Refundación |
| Bartolo Fuentes  | Libertad y Refundación |
| Melbi Ortiz      | Libertad y Refundación |
| Marco Tinoco     | Libertad y Refundación |
| Milton Puerto    | Partido Nacional       |
| Eder Mejía       | Partido Nacional       |
| Elvia Urbina     | Partido Nacional       |
| Leonel López     | Partido Liberal        |
| Maribel Espinoza | Salvador de Honduras   |

## Economía
La economía de Yoro está basada en actividades agrícolas, ganaderas e industriales desarrollados bajo la ejiada de la bifurcación de la economía de enclave promovida por las compañías fruteras de capital estadounidense. El cacao, la caña de azúcar, maíz, frijol, café, ganado vacuno, y el banano entre otros; algunos de los productos que sostienen la economía de este departamento.